# Hilinos

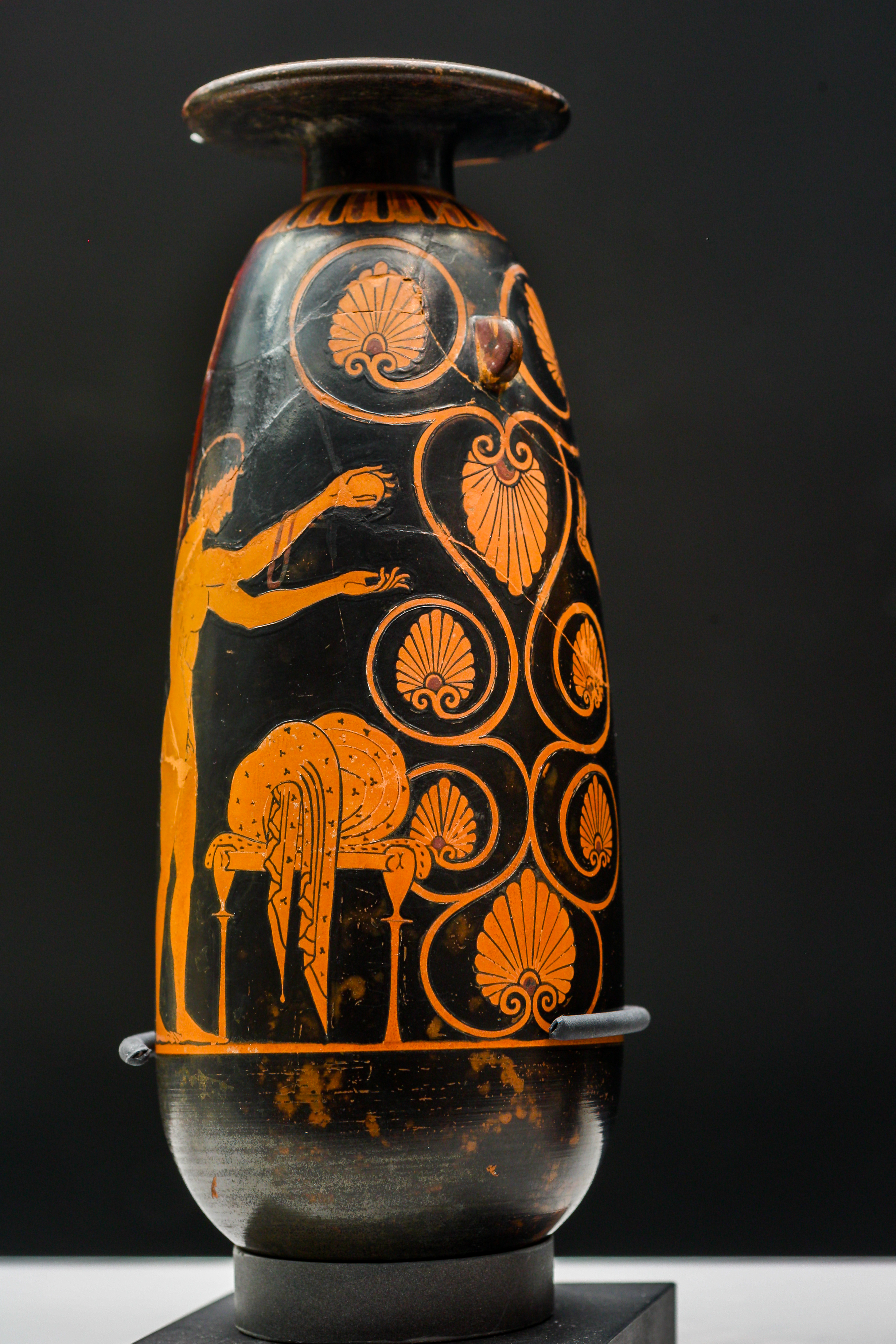
Alabastrón ático de figuras rojas; alfarero: Hilinos, pintor: Psiax, ca. 520 a. C., Karlsruhe, Badisches Landesmuseum 242 (B 120).

Hilinos (en griego antiguo: Ίλινος) fue un alfarero ático, activo aproximadamente desde el 520 hasta el 510 a. C.
Hilinos firmó como alfarero (ΗΙΛΙΝΟΣ ΕΠΟΙΕΣΕΝ – «Hilinos lo hizo») en dos alabastrones que se exhiben en Karlsruhe (Badisches Landesmuseum B 120) y Odesa (Museo de Arte Occidental y Oriental 26602). Ambos vasos de figuras rojas también están firmados por el pintor Psiax (ΦΣΙΑΧΣ ΕΓΡΑΦΣΕΝ – «Psiax me pintó»), Estas son las únicas obras conservadas que contienen, además de su nombre, el verbo «EGRAFSEN» – ‘pintó,’ quien también decoró vasos de los alfareros Andócides y Menón (las firmas de ambos maestros están grabadas.